# Obsesión (pel·lícula de 1947)
Obsesión és una pel·lícula espanyola de drama psicològic d'ambient colonial, dirigida el 1947 per Arturo Ruiz-Castillo y Basala. Fou rodada i ambientada a la Guinea Espanyola i protagonitzada per l'estrella cinematogràfica d'aquells anys, Alfredo Mayo.

## Sinopsi
Víctor és un enginyer espanyol que és enviat a la Guinea Espanyola per a dirigir la construcció d'una presa. Per instigació d'un company seu, Jorge comença a cartejar-se amb una noia d'un internat, Mary a qui només coneix per foto. Es casa amb ella per poders, però quan Mary arriba a la colònia, Víctor s'adona que no és la noia de la fotografia, ja que la seva amiga Lidia, com a entremaliadura, va canviar la foto de Mary per la seva.
Víctor cau malalt a causa de la duresa de les condicions de treball i per la seva obsessió per Lidia. Mary el porta a Madrid i li presenta Lídia, que va fugir de l'internat i es guanya la vida com a cantant en una sala de festes. Tot i que arriba a la conclusió que a qui estima veritablement és a Lidia, torna a Guinea amb Mary, i allí esclatarà la tragèdia.

## Repartiment
- Alfredo Mayo - Víctor
- Raúl Cancio - Jorge
- Mari Paz Molinero - Mary
- Alicia Romay - Lidia
- Julia Caba Alba - Inspectora de l'Orfenat

## Guardons
Jesús García Leoz va rebre el premi a la millor música a les Medalles del Cercle d'Escriptors Cinematogràfics de 1947.